# 米希尔·德·鲁伊特
米希尔·德·鲁伊特（荷蘭語：Michiel Adriaenszoon de Ruyter，荷蘭語發音：[miˈxil ˈaːdrijaːnˌsoːn də ˈrœytər]；1607年3月24日—1676年4月29日) 是荷兰历史上一位海军上将。
由於德·鲁伊特在17世纪英荷战争中表現優異，許多人因此認為他是當時最偉大的海軍將領；他同英国人和法国作戰，赢得了多场海战，並從1672年的災難年中拯救了國家。他最成功且知名的戰役，大概要數1667年的突袭麦德威（此戰給予英國重大打擊，接受荷蘭的條件以結束第二次英荷戰爭）。

## 海戰事蹟
魯伊特生於澤蘭省弗利辛恩市，九歲乘船，之後任商船船長直到1635年。第一次英荷戰爭時從軍，隸屬於特朗普海軍上將。第二次英荷戰爭時受命為海軍司令，在對英作戰方面時有大勝。1666年在敦刻爾克海灣的四日海戰中擊敗阿博馬公爵佐治·芒琦率領的英格蘭海軍，雖然同年在聖詹士日海戰中為坎伯蘭公爵魯珀特王子與佐治·芒琦率領的共同艦隊所擊敗，可是在翌年在英格蘭東部的梅德韋河河口處發動梅德韋河海襲，擊毀大半英格蘭艦船，使英方不得不同意簽訂布雷達條約。
1672年爆發的法荷戰爭，魯伊特與英法兩國的聯合艦隊交戰，在本戰爭的首次海戰素貝海戰中奇襲敵對的聯合艦隊。儘管在損傷數字上沒有取得優勢，卻挫敗了英法兩國自海上封鎖荷蘭的意圖，可以說魯伊特取得了戰略勝利。1673年在特塞爾海戰中再度擊敗英法聯合艦隊，阻止了英格蘭從海路進攻荷蘭。1675年爲了支援西班牙與法國之間的戰事而前往地中海，卻在1676年西西里島附近卡塔尼亞海灣參與對法的戰事中，傷重不治而陣亡，其艦隊也被法軍擊敗而撤出地中海；魯伊特之死反而締造了法國海軍將領迪凱納（主帥）和圖爾維爾（副手）的聲名遠播。
1677年3月18日，荷蘭政府為魯伊特舉行國葬，隨後按照他的遺願，將遺體火化。他的墓碑被安放於阿姆斯特丹之新教堂中，上面刻著荷蘭人民對這位將軍漂泊一生的結語：“他，閃耀在無瑕的榮耀中。”

## 評價
終其一生，德·鲁伊特因尽职尽责得到了士兵和水手们的热爱；並從中获得了最有名的绰号: Bestevaêr（古荷兰语中“祖父”之意），這一方面是因為他對各階層出身的人都給予尊重（他自身也出身卑微），一方面是儘管他平日謹慎小心，戰場上卻總是不畏風險、勇敢出擊。他是荷蘭的海上戰神，在2004年票選最偉大的荷蘭人中，他排名第七，次於第六偉大的足球明星約翰·克魯伊夫。一百元荷蘭盾紙幣曾經以他作爲肖像。
魯伊特死後，他的故鄉弗利辛恩豎立一座他的雕像，站立的雕像遠眺海洋，象徵他的雄心壯志。他受到荷蘭人如此廣泛的紀念與愛戴，因此幾乎在每個市鎮上，都有一條以他為名的街道。
他的名聲也在外國與敵國那邊得到確認與敬重。魯伊特於西西里島戰死後，他的遺體被裝載於鉛棺之中，被七省號戰艦載回荷蘭。儘管法國正與荷蘭交戰，但聽聞魯伊特的死訊後，法王路易十四下令：法國海軍不得攔截運載鉛棺的荷蘭船隻，並命令沿途港口在船隊經過時鳴炮致敬。匈牙利人為了感謝並紀念他曾在1676年率領海軍，搭救了26位知名的匈牙利新教牧師（被賣為奴隸），也在德布勒森豎立一座他的雕像。
2004年最伟大的荷兰人票选，得到第七名。到2014年為止，荷蘭皇家海軍有六艘船被命名為德·鲁伊特號，且有七艘命名為他專用的座艦──七省號戰艦。

## 外部連接
- （荷兰文） Michiel de Ruyter Foundation （页面存档备份，存于）